# 探偵同盟
『キャンパスアクション・探偵同盟』（キャンパスアクション・たんていどうめい）はフジテレビ系で毎週木曜日1981年1月8日から同年3月26日まで放送されたドラマ。
映像上の題名に「・」はないが、本項では「・」を入れて表記する。

## 概要
前年に東映芸能ビデオの子会社として設立されたセントラル・アーツの第1回製作作品。「聖ヨーク大学」の探偵クラブ（顧問役が加山雄三、生徒役が宮内淳など）を舞台に、コメディタッチで描いたアクションドラマである。かつて日本テレビ系で放送されていた『探偵物語』（東映芸能ビデオ製作）の登場キャラクターであった服部刑事（成田三樹夫）と松本刑事（山西道広）が同じ演者で再登場している。

## 出演者
（）内は通称。
- 葉山雄一郎（ホームズ）：加山雄三
- 早川錠：（マーロウ）：宮内淳
- 式部摩耶（モンロー）：森下愛子
- 青木洋子：竹田かほり
- 大外学（社会人）：本間優二
- 伍代主水（ボンド）：塩屋智章
- 神尾求（ブラウン）：柿崎左斗志
- 松本刑事：山西道広
- 服部警部：成田三樹夫
- 早川文子：久慈まゆり
- デラ：ナンシー・チェニー
- 鈴木直角：草薙幸二郎
- 神田平次：佐藤蛾次郎
- 裏小路花子：樹木希林

## スタッフ
- 企画：黒澤満（セントラル・アーツ）、河村雄太郎（フジテレビ）
- プロデューサー：恩田光（加山プロモーション）、紫垣達郎、伊地智啓（セントラル・アーツ）
- 音楽：星勝（協力：高中正義）
- 音楽監督：鈴木清司
- 主題歌
  - オープニング「ロンリーローラー」（作詞・作曲・歌：ヴァージンVS）
  - エンディング「HIKARETERU IKARETERU[1]」（作詞・作曲：鮫島秀樹、歌：ツイスト）
- 撮影：前田米造、藤田龍美、柳島克己
- 助監督：原隆仁、加藤文彦、伊藤秀裕
- 技斗：伊奈貫太
- カースタント：スリーチェイス
- 音響効果：東洋音響
- 現像：東映化学
- 撮影協力：日本大学藝術学部、にっかつ撮影所
- 製作：フジテレビ、加山プロモーション、セントラル・アーツ

## 放映リスト
| 話数 | 放送日        | サブタイトル                   | 脚本       | 監督       | ゲスト                                                                |
| ---- | ------------- | ------------------------------ | ---------- | ---------- | --------------------------------------------------------------------- |
| 1    | 1981年 1月8日 | 初めまして事件です             | 丸山昇一   | 村川透     | 波子：緑魔子、 喬（波子の弟）：飯山弘章                               |
| 2    | 1月15日       | びっくりカメラをぶっとばせ     | 高田純     | 村川透     | ユミ：水原ゆう紀、 宮崎：阿藤海                                       |
| 3    | 1月22日       | 翔んだ!スターウォーズ          | 宮田雪     | 西村潔     | 眸（ひとみ、文子の友人）：谷口美由紀、 あかね（文子の友人）：柿崎澄子 |
| 4    | 1月29日       | 小学生痴漢ブルース             | 丸山昇一   | 西村潔     | 明彦：犬塚弘、 浩（明彦の息子）：倉沢満夫、 サトウユキエ：中原早苗    |
| 5    | 2月5日        | 夜霧が俺を呼んでいる           | 高田純     | 村川透     | 里子：田中真理、 街子（里子の妹）：舛田紀子、 矢崎滋                  |
| 6    | 2月12日       | 木曜日マヤは寝坊した           | 那須真知子 | 村川透     | 愛子（摩耶の友人）：長谷直美、 香子：中島ゆたか、 古井：江角英        |
| 7    | 2月19日       | じゃりんこチエに危険がいっぱい | 高橋正康   | 小池要之助 | 不二峰子（怪盗）：根岸季衣、 千恵子：石井ひとみ                       |
| 8    | 2月26日       | 悪ガキはプロフェッショナル     | 米谷純一   | 小池要之助 | 古田夫妻：藤村有弘・赤座美代子、 光子：亜湖、 古田武夫：吉田とし春    |
| 9    | 3月5日        | 赤ちゃんと拳銃（秘）奪回作戦   | 米谷純一   | 小澤啓一   | 大友柳太朗、 百合：栗田洋子、 杉田：森下洋、 光子：亜湖               |
| 10   | 3月12日       | 娘は一回勝負する               | 小出一巳   | 小澤啓一   | 沢本香織：早乙女愛、 沢本（貿易会社社長、香織の父）：小池朝雄         |
| 11   | 3月19日       | 幽霊はいつも静かに微笑む       | 宮田雪     | 村川透     | 金田一：村田雄浩、 美沙子：宮下順子、 亮一：下條アトム                |
| 12   | 3月26日       | さよならは旅立ちの合言葉       | 伴一彦     | 西村潔     | 山脇：風間杜夫、 敦子：佳那晃子                                       |

## 前後番組
| フジテレビジョン 木曜日20:00-20:54枠 （1981年1月-1981年3月） | フジテレビジョン 木曜日20:00-20:54枠 （1981年1月-1981年3月） | フジテレビジョン 木曜日20:00-20:54枠 （1981年1月-1981年3月） |
| 前番組                                                       | 番組名                                                       | 次番組                                                       |
| ------------------------------------------------------------ | ------------------------------------------------------------ | ------------------------------------------------------------ |
| 大捜査線                                                     | キャンパスアクション 探偵同盟                                | 愛のホットライン                                             |